# Rey Kao de Zhou
El Rey Kao de Zhou (en chino, 周考王; pinyin, Zhōu Kǎo Wáng) fue el trigésimo primer rey de la Dinastía Zhou de China, y el decimonoveno de la Dinastía Zhou. Su nombre personal era Wéi.
Su padre fue el Rey Zhending de Zhou. Kao fue sucedido por el Rey Weilie, cuyo reinado comenzó en 426 a. C., tras la muerte de Kao.
Su nieto fue el Rey An de Zhou.